# Bonaparti.lv
I Bonaparti.lv sono stati un gruppo musicale lettone, che ha partecipato alla finale dell'Eurovision Song Contest 2007 con la canzone Questa notte, classificandosi al sedicesimo posto.
Il gruppo fu formato dal compositore svedese Kjell Jennstig che voleva proporre la sua canzone Tonight alle selezioni lettoni per l'Eurovision. Per fare ciò aveva bisogno di cantanti lettoni per cui mise insieme un gruppo di sei tenori: Normunds Jakušonoks, Kaspars Tīmanis e Andris Ābelīte della band Labvēlīgais Tips; Zigfrīds Muktupāvels, leader dei Bet Bet; Andris Ērglis, cantante dei Cacao; e l'italiano attivo a Riga Roberto Meloni.
Il testo e il titolo del brano furono dunque tradotti in italiano, trasformandosi in Questa notte.

## Formazione
- Zigfrīds Muktupāvels (1965)
- Andris Ērglis (1983)
- Normunds Jakušonoks (1970)
- Kaspars Tīmanis (1972)
- Andris Ābelīte (1973)
- Roberto Meloni (1977)